# Ludwig Schwarz
Ludwig Schwarz (n. 22 august 1925, Dolaț, județul Timiș – d. 3 iulie 1981, București) a fost un scriitor, dramaturg, traducător și jurnalist șvab din Banat. A scris atât în germana literară (Hochdeutsch) cât și în dialectul șvăbesc. Pentru scrierile în dialect, a folosit și pseudonimele Uwe Peters, Hans Neufelder și Michl Gradaus.

## Biografie
Tinerețea sa a fost marcată de al Doilea Război Mondial și de deportarea în Bărăgan a familiei sale.
În anii '50 a devenit specialist în domeniul construcțiilor, dar nu și-a câștigat traiul de pe urma meseriei de constructor. I s-a interzis accesul la continuarea studiilor, și chiar la muncă. Nu a fost angajat nici ca muncitor necalificat. Abia peste mai mulți ani, deși era maistru constructor, a putut lucra ca muncitor necalificat la munca câmpului și ca zilier. A fost muzicant în satul său și conțopist comunal.
În anul 1956 s-a stabilit la Peciu Nou, unde a continuat să fie șicanat de autoritățile comuniste.
În ciuda dificultăților, Ludwig Schwarz a debutat în 1958 cu volumul de proză Das Schlüsselbrett, după care au urmat Man bringt nicht viel mit aus Cherbourg (1969), Lache is steierfrei (1972) și Hier ist ein Weg (1978).
Ludwig Schwarz este autorul singurului roman scris în dialectul șvabilor bănățeni, în 4 volume, din care primele trei s-au tipărit în cursul vieții sale.
A scris și teatru. Primele două piese Mer macht sich halt Sorche (1968) și Buwe, was han mer heit? (1969) au fost prezentate de formații de amatori, iar următoarele Die Husarenkammer (1969) și Matthias Thill (1977) au intrat în repertoriul Teatrului German de Stat Timișoara
În 1979, Ludwig Schwarz a publicat o antologie de poezii în dialectul șvabilor bănățeni, cu titlul Fechsung, în care a reunit creații ale 23 de autori.
În ultimii ani de viață a tradus în germană opere literare ale unor scriitori români și maghiari.
În calitate de membru al Uniunii Scriitorilor din România, Ludwig Schwarz a primit în 1978 premiul filialei din Timișoara a uniunii.
În iulie 1981, la București s-a desfășurat Congresul Uniunii Scriitorilor din România, la care Schwarz urma să țină un discurs. Cu o zi înaite de deschiderea lucrărilor, Schwarz a suferit un atac de cord și a murit la hotelul din București la care se cazase.
Manuscrisul cuvântării sale, redactat în limba română, a fost găsit în camera de hotel și recuperat de prieteni. Textul a fost citit într-o traducere germană în anul 1981, la cercul literar Adam-Müller-Guttenbrunn din Timișoara și ulterior a fost publicat, în varianta originală în limba română, în nr. 4/1989 al revistei de exil Alergătorul de la Marathon ce apărea la Århus , în Danemarca. Textul reprezenta o critică deosebit de aspră a politicii culturale române din acei ani, fapt neobișnuit și chiar periculos în timpul dictaturii. Una din idei, care viza indirect și politica lui Ceaușescu, se referea la vânzarea nemților. Nu se știe care ar fi fost soarta lui Ludwig Schwarz dacă apuca să citească textul pe care-l pregătise.

## Opera

### Proză
- Das Schlüsselbrett, (1958)
- Man bringt nicht viel mit aus Cherbourg, (1969)
- Lache is steierfrei, (1972)
- De Kaule-Baschtl, Editura Facla, Timișoara, 1977
- Es zweiti Buch vum Kaule-Baschtl, Editura Facla, Timișoara, 1978
- Hier ist ein Weg, (1978)
- Es dritti Buch vum Kaule-Baschtl, Editura Facla, Timișoara, 1981.

(al patrulea volum, cu titlul  Es letschti Buch vum Kaule-Baschtl nu a mai văzut lumina tiparului în timpul vieții sale.)

### Teatru
- Mer macht sich halt Sorche (1968)
- Buwe, was han mer heit? (1969)
- Die Husarenkammer (1969)
- Matthias Thill (1977)

## Prezent în antologii
A fost inclus în antologia bilingvă Scriitori germani din România de după 1945, apărută în 2012 la Editura Curtea Veche.